# Успенський собор (Кременчук)
Успенський собор — собор у Кременчуці у XIX, поч. XX ст. Зараз не існує.

## Опис
Собор являв собою кам'яну однобанну споруду з великим півсферичним куполом на круглому світловому барабані, оздоблену шестиколонними портиками коринфського ордера з трикутними фронтонами. Собор був великим, мав висоту 40 м, мав трапезну і бібліотеку, інші церковні приміщення. Маса найбільшого дзвона перевищувала 3 тонни.

## Історія
Будівництво Успенського собору в Кременчуці розпочали у 1804 р. за проектом Дж. Кваренгі. Закінчено будівництво 1816 року. А вже у 1858—1863 роках збудували дзвіницю, у нижньому ярусі якої облаштували теплу церкву Олександра Невського.
Собор у 1929 р. закривають. З дзвіниці зняли дзвони.
Будівля собору хотіли використати під музей, переобладнати під Будинок культури, Палац культури … А залишилися лише руїни і старі фотографії на листівках.
Під час війни собор залишився цілим, хоча і постраждав під час бомбардувань. Собор використовувався як господарча споруда — не було куполів, іконостас із срібла ще до війни «розібрали».
У часи Хрущова почали зачистку церков. Собор підірвали.

## Сучасність
Кременчуцький Успенський собор ввійшов до «Переліку визначних пам'яток історії та культури, що потребують першочергового відтворення» (1998), розробленого на виконання Указу Президента України «Про заходи щодо відтворення видатних пам'яток історії та культури України» від 9 грудня 1995 р..
Ініціатори відновлення Успенського собору знайшли креслення архітектора Джакомо Кваренгі. Папери були в Італії. За цими архівними документами можна звести такий собор, яким його задумав автор. Відомо, що колишній кременчуцький собор збудували з одним куполом, а задум архітектора полягав у тому, щоб спорудити собор із 5-ма куполами.
У 2008 році відбулось встановлення Хреста на площі Перемоги на місці колишнього Успенського собору. Двометровий кам'яний хрест зі скульптурою розп'ятого Христа на ньому до 24 лютого 2014 року стояв навпроти пам'ятника Леніну.